# Mamphela Ramphele
Mamphela Ramphele   (Província de Transvaal, 28 de desembre de 1947) és una metgessa, política, figura empresarial i activista antiapartheid sud-africana.

## Biografia
Va néixer el 28 de desembre de 1947 a Uitkyk, Sud-àfrica, de pares mestres. Després de començar els seus estudis a la Universitat del Nord el 1967, va obtenir el títol de metge a la Universitat de Natal. Va ser durant els seus estudis que va conèixer Steve Biko, líder de la lluita contra l'apartheid, amb qui va tenir dos fills, una filla anomenada Lerato i nascuda el maig de 1974, i un noi, Hlumelo Biko.
Del 2000 al 2004, va ser un dels quatre consellers delegats del Banc Mundial. El 2011, va ser catalogada per la revista Forbes com una de les nou dones africanes amb una fortuna de més de 50 milions de dòlars EUA.
El 2013, va jutjar l'educació que es proporcionava a les escoles sud-africanes "pitjor que l'educació bantú en temps d’apartheid".
El 18 de febrer de 2013, es llança a la política anunciant la creació d’un nou partit polític: Agang South Africa, però al partit li va costar guanyar popularitat i un any després, el febrer de 2014, s'anuncia que Ramphele serà la candidata de l’Aliança Democràtica per a les eleccions generals sud-africanes del 2014 i que s'espera que els dos partits es fusionin. Aquesta informació va ser finalment desmentida en els dies següents i Mamphela Ramphele va representar l'Agang en aquelles eleccions. El seu partit recull un 0,28 % de vots i obté així 2 escons a l'assemblea nacional. El 8 de juliol, finalment anuncia que deixa la política.
El 2018, va ser nomenada copresidenta del Club de Roma amb Sandrine Dixson-Declève.
El 2020, forma part del consell d'administració de l'associació ReimagineSA, que treballa en particular per crear xarxes de cooperació de persones que imaginen i inicien projectes amb un fort impacte social. Va cofundar aquesta associació el 2015 per promoure el principi de " revolució humana" que es troba al cor de Crit d'alarma pel segle XXI, un intercanvi de diàlegs entre Aurelio Peccei, president del Club de Roma que havia fundat el 1968, i Daisaku Ikeda, president de la Soka Gakkai International, budista secular societat de caràcter educatiu i cultural.